# Opisopneustes
Opisopneustes is een geslacht van uitgestorven zee-egels uit de familie Hemipneustidae.

## Soorten
- Opisopneustes cossoni Cotteau & Gauthier, 1889 † Campanien-Maastrichtien, Iran, Libië.